# Rusko-turski rat (1806. – 1812.)
Rusko-turski rat (1806. – 1812.) bio je jedan u nizu Rusko-turskih ratova, između Carske Rusije i Osmanskog Carstva.

## Pozadina sukoba
Sukob se razbuktao 1805. – 1806. u pozadini Napoleonskih ratova.  Osmansko Carstvo, vidjelo je priliku nakon Ruskog poraza kod Austerlitza, da svrgne s vlasti proruske gospodare u ruskim vazalnim državama Moldaviji (Aleksandru Moruzi) i Vlaškoj (Constantine Ipsilanti). U isto to vrijeme, njihovi francuski saveznici zauzeli su Dalmaciju i zaprijetili da bi mogli dublje prodrijeti u Dunavski prostor. Na taj mogući francuski prodor, Rusi su odgovorili slanjem jedne armije od 40 000 ljudi u Moldaviji i Vlaškoj. Sultan je na to blokirao prolaz kroz Dardanele za ruske brodove i objavom rata Rusiji.

## Početni sukobi
Na samom početku, Ruski car nije koncentrirao veće snage protiv Turske, jer je njegov odnos s napoleonskom Francuskom bio neizvjesan, a glavni dio njegovih snaga bio je zauzet borbama protiv Napoleona u Prusiji. Velika Osmanska ofenziva na Bukurešt je brzo zaustavljena kod Obilestija (2. lipnja 1807.), s malim odredom vojnika od svega 4 500 ljudi pod komandom Mihaila Miloradoviča.  Napad na Armeniju, zaustavio je Ivan Gudovič s vojskom od 7 000 vojnika u bitci kod
Arpačaja u kojoj je porazio tursku vojsku od 20 000 (18. lipnja). U međuvremenu, Ruska 
mornarica pod komandom Dmitrija Senjavina blokirala je Dardanele i uništila tursku flotu u bitci za Dardanele i bitci kod Afona, i na taj način uspostavila Rusku supremaciju na moru.

## Borbe između 1808. – 1810.
U ovom trenutku je rat bi možda završio, da nije potpisan mir iz Tilsita s Napoleonom. Ovo primirje Aleksandar I. ruski car iskoristio je za premeštanje većih ruskih snaga iz Prusije za 
Besarabiju. Nakon što je južna vojska bila povećana na 80 000 ljudi, a neprijateljstva su nastavljena. Ruski vrhovni zapovjednik Prozorovski ( 76 godišnjak) napravio je vrlo mali napredak u malo više od godinu dana. Tek u kolovozu 1809. je konačno uspio Pjotr Bagration sa svojom vojskom preći Dunav i zauzeti Dobrudžu. Zapovjednik Bagration je nastavio opsjedati Silistru ali se na vijest da jedna snažna turska vojska od 50 000 prilazi gradu, poplašio i povukao iz Dobrudže u Besarabiju.
1810., neprijateljstva su nastavljena, braća Kamenski porazili su turska pojačanja poslana da ojačaju obranu Silistre i odbacili su Turke iz Pazardžika (22. svibnja). Položaj utvrde Silistra postao je beznadežan i garnizon se predao 30. svibnja.  Deset dana kasnije Kamenski je osvojio drugu jaku utvrdu, Šumen. Njegov juriš na utvrdu bio je popraćen velikim brojem poginulih. Broj poginulih bio je velik i prilikom napada na utvrdu Ruse (22. srpnja).
Ova druga utvrda nije pala do 9. rujna, nakon što je vojska Kamenskog iznenadila i opkolila veliki turski odred u Batinu (26. kolovoza). Mladi Kamenski je umro ubrzo nakon te pobjede, a novi zapovjednik, Mihail Kutuzov, u skladu sa svojim opreznim karakterom, evakuirao je Silistru i polako se počeo povlačiti na sjever.

## Rezultat sukoba
Kutuzovo povlačenje povuklo je turskog zapovjednika, Ahmet pašu, da povede svoju vojsku od 60 000 ljudi na Ruse. Bitka se zbila 22. lipnja 1811. kod utvrde Ruse. 
Iako je bio drsko izazvan, Kutuzov je nastavio svoje snage prebacivati preko Dunava nazad u Besarabiju. Nekoliko mjeseci kasnije, jedan odred Kutuzovljeve vojske potajno se vratio preko Dunava i totalno iznenadio snage Ahmet paše. U noći (2. listopada), opkolio je snage Ahmet paše, više od 9 000 turskih vojnika pobijeno je tijekom noćnog napada. Sve je to navelo Ahmet pašu da se preda Kutuzovu 23. studenog.
Nakon rata, potpisan je Mir iz Bukurešta,  28. svibnja. Tim Ugovorom Turska je ustupila Rusiji Besarabiju, iako je ta zemlja pripadala njihovoj vazalnoj državi (pašaluku) Moldaviji. Ugovor je ruski car Aleksandar I. potpisao 11. lipnja, samo trinaest dana prije Napoleonovog napada na Rusiju.